# Francisco Suriano Siú (hijo)
Francisco Suriano Siú Chon Him (Usulután, 21 de julio de 1978) es un empresario y nadador olímpico salvadoreño. Representó a su país en los Juegos Olímpicos de Atlanta 1996 y Sídney 2000 y en 2001 fue nombrado el atleta más destacado del milenio en la rama de la natación por el Gobierno de la República de El Salvador. Actualmente se desempeña como Vicepresidente Ejecutivo del Grupo Ferromax, corporación empresarial fundada por su padre Francisco Suriano Siú.

## Biografía

### Primeros años y estudios
Suriano Siú nació en el municipio de Usulután, El Salvador, hijo del empresario Francisco Suriano Siú. En el año 2000 obtuvo un título en Ingeniería Industrial en la Universidad de Míchigan y posteriormente cursó un Máster en Administración de Negocios en el Instituto Centroamericano de Administración de Empresas INCAE, finalizando en el año 2011.

### Carrera
Desde una temprana edad, Suriano practicó la natación, logrando vincularse al equipo olímpico de El Salvador que compitió en los Juegos Olímpicos de Atlanta 1996 y Sídney 2000 en la categoría de pecho. Participó en el Campeonato Mundial de Natación en 1998 y 2003, en los Juegos Panamericanos de 2003 y en los Juegos Centroamericanos y del Caribe en las ediciones de 1998 y 2002, ganando medallas de oro en las categorías de 100 y 200 metros pecho.
Por sus méritos deportivos, en el año 2001 fue reconocido como el atleta más destacado en la rama de la natación, otorgado por el Gobierno de la República de El Salvador y en 2003 fue nombrado Deportista Meritísimo de El Salvador. Entre otros galardones que obtuvo por su carrera deportiva se encuentran seis Espigas Doradas, tres Águilas de Oro y un reconocimiento Super Águila de Oro en el año 2002.
Al finalizar su trayectoria como deportista, Suriano se vinculó profesionalmente al conglomerado Grupo Ferromax, desempeñándose en la actualidad como Vicepresidente Ejecutivo de la compañía, fundada por su padre en 1985. Dedicada a la comercialización de productos de metalmecánica y de construcción a gran escala, la empresa cuenta con presencia en El Salvador, Guatemala, Honduras, Costa Rica y Nicaragua.
En 2018 se convirtió en uno de los directores de la Cámara de Comercio e Industria de El Salvador y durante más de diez años ofició como Vicepresidente Ad honorem del Comité Olímpico salvadoreño.
Durante la entrega de los Premios de la Asociación Salvadoreña de Industriales ASI, Suriano recibió la distinción como mayor exportador en el sector de metalmecánica a nombre de Galvanissa, compañía que hace parte del Grupo Ferromax.

## Participación en eventos internacionales
- Juegos Olímpicos de 1996 y 2000
- Campeonatos mundiales de 1998 y 2003
- Juegos Panamericanos de 2003
- Juegos Centroamericanos y del Caribe de 1998 y 2002